# Stazione di Torino Vanchiglia
La stazione di Torino Vanchiglia (meglio nota come scalo merci Vanchiglia) è stata un ampio scalo merci della città di Torino, posta al termine di una lunga trincea ferroviaria che si dirama dalla ferrovia Torino-Milano (nei pressi del parco Sempione) dagli inizi del Novecento. Si trova nel quartiere torinese di Barriera di Milano.
Dismessa alla fine degli anni 1990 in seguito all'ampliamento dello scalo di Orbassano, la stazione è in attesa di riqualificazione tramite un progetto di recupero dell'area, progetto più volte rimandato nella fase esecutiva.

## Storia

### Il passato della stazione
Torino si dotò di un ampio scalo merci e lo scalo merci Vanchiglia entrò in funzione nel 1926 in seguito a un lungo periodo di lavori iniziato nel 1919, nell'area manifatturiera, a servizio soprattutto del rione di Vanchiglia e delle sue fabbriche nonché di tutta la zona industriale a nord-est del fiume Dora Riparia. In quegli anni, infatti, gli scali merci nella stazione di Torino Porta Susa, del Valdocco e di Torino Dora risultavano ormai inadeguati al notevole sviluppo di traffico che aveva luogo nelle borgate della città, a causa soprattutto dell'incremento del commercio e delle industrie in questa parte della città: si rese così necessaria la costruzione di un nuovo scalo merci, proposto fin dal 1911, in una zona ancora poco interessata dalla crescita edilizia e residenziale, sebbene al confine con quartieri già allora in espansione (Borgo Vanchiglia e Vanchiglietta, il Regio Parco, Borgo Rossini e borgata Aurora e il lato est di Barriera di Milano).
Lo scalo Vanchiglia fu pensato subito come stazione ferroviaria di testa al termine di un lungo tragitto ferroviario di circa 3 km, diramato dopo la stazione Fossata, all'altezza del moderno parco Sempione (noto all'epoca come parco di Torino Dora): la linea dei binari era "…in trincea, a scarpata libera, onde permettere l'attraversamento a raso delle strade che la intersecano, a mezzo di cavalcavia." Il piazzale merci aveva forma trapezoidale e si sviluppava in un'area di circa 1.300 m², racchiusa fra corso Regio Parco, corso Novara, via Giuseppe Regaldi (con il suo prolungamento ideale in direzione nord-est) via Claudio Monteverdi e il borgo Regio Parco (all'altezza dell'ex Centro di Meccanizzazione Postale Pacchi Vanchiglia).
La stazione, con il suo annesso trincerone che la collegava alla Torino-Milano, rimase in funzione sino alla fine degli anni 1980, a servizio delle molte fabbriche di questa borgata (fra le altre l'ex Manifattura Tabacchi di corso Regio Parco). Nello stesso periodo, tuttavia, la chiusura di molti stabilimenti spinse a un ripensamento del sistema ferroviario in città e a una ricollocazione degli scali merci: l'ampliamento dello scalo di Orbassano, portò alla dismissione dello scalo merci Vanchiglia e del relativo trincerone ferroviario. Dallo scalo partivano diversi raccordi di binari che permettevano un comodo trasporto delle merci su vagoni delle tante industrie della borgata.

#### Scalo Vanchiglia-Manifattura Tabacchi
Nel 1938 la SATTI ereditò dalla STEP la Tranvia Torino-Settimo Torinese e il breve raccordo elettrificato (lungo circa 240 metri) tra la Manifattura Tabacchi (MT) di corso Regio Parco 142 e lo scalo merci di Torino Vanchiglia. La manutenzione ordinaria della piccola locomotiva elettrica a due assi che effettuava servizio sul raccordo avveniva localmente, ma per interventi più complessi (ad esempio sui motori) era necessario trasferire le locomotive al deposito SATTI di via Giordano Bruno, nella barriera delle ex dogane e marcati generali, sul percorso tra gli scali merci Vanchiglia e stazione Smistamento.
 Dopo la chiusura, avvenuta nel 1987, del raccordo MOI, la gestione SATTI cessò anche su questo raccordo e i convogli per la MT vennero presi in carico dalle FS fino alla sua chiusura, avvenuta il 19 marzo 1996.

### Progetti futuri

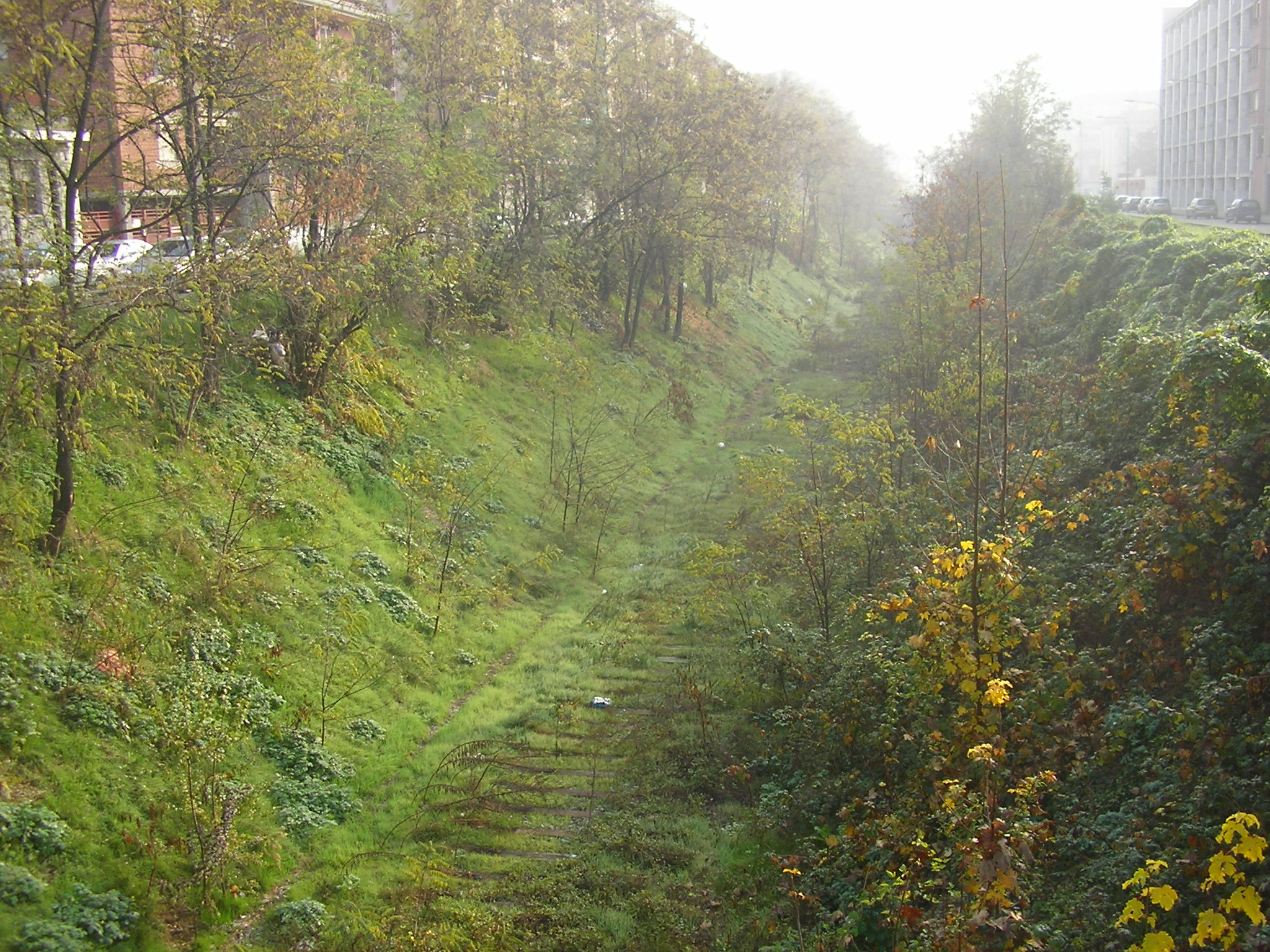
Il trincerone di via Sempione - via Gottardo, attualmente in disuso

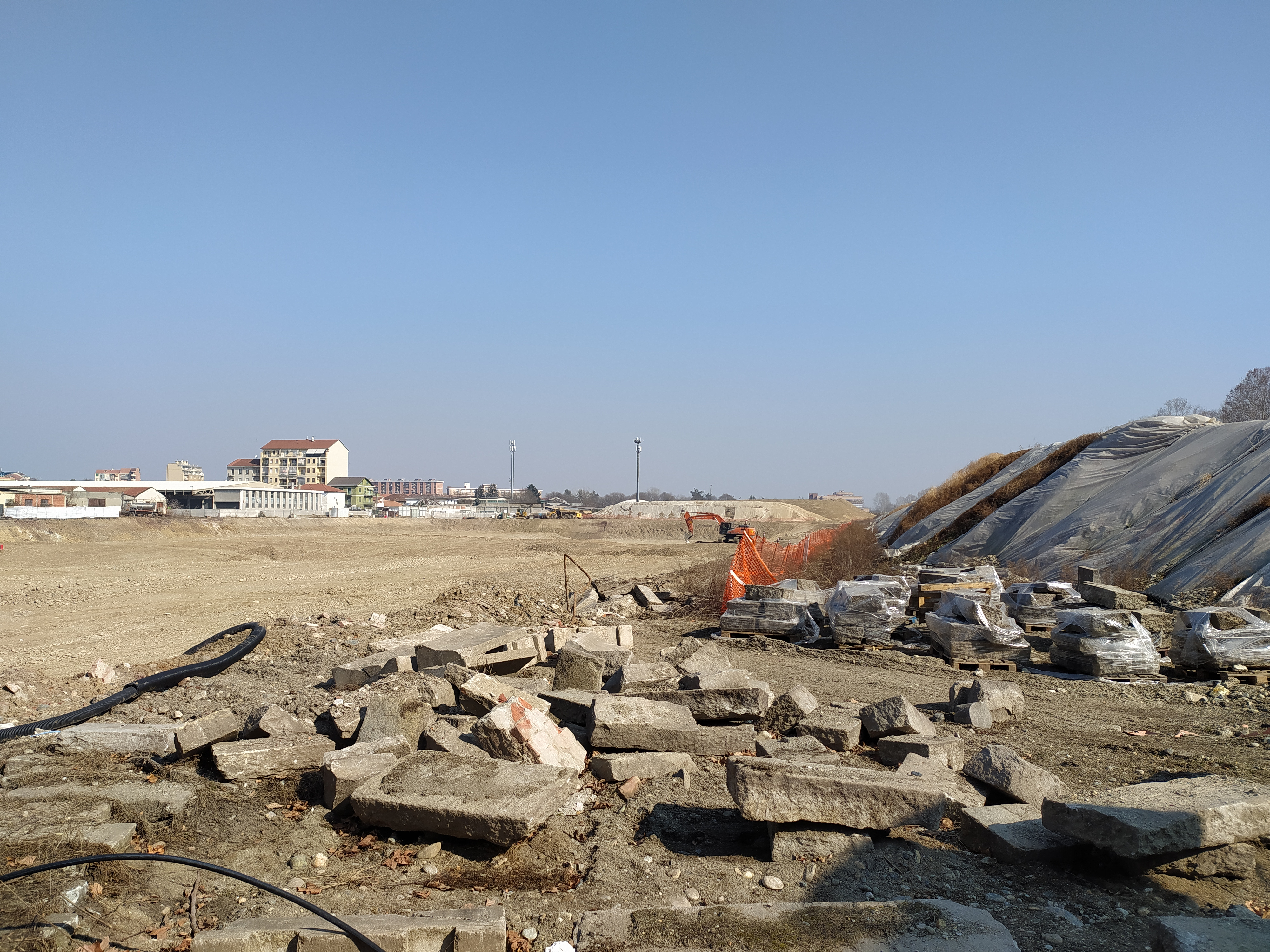
Lavori Scalo Vanchiglia iniziati nel 2022

La riqualificazione dell'area, lo scalo Vanchiglia e il suo relativo trincerone, in stato di abbandono dagli anni 1990, è oggetto di diverse idee progettuali legate ad un recupero della zona e prevede lungo la trincea ferroviaria la futura metropolitana che partendo dalla Stazione di Torino Rebaudengo Fossata dovrebbe congiungersi con la stazione di Porta Nuova. 
.
Il perimetro dello scalo, il raccordo ferroviario e parte dell'area circostante verranno completamente ridisegnati dal cosiddetto Piano Regaldi, datato 2010, un Piano Particolareggiato di Recupero (PPR) che si pone molteplici obiettivi, fra i quali:
- la creazione di "…un nuovo brano di città che ridisegni i bordi del costruito esistente, costruisca un nuovo fronte urbano e incrementi la propria dotazione di spazi verdi, valorizzando i rapporti visuali con la collina torinese, rafforzando la sua relazione con i parchi urbani e le fasce fluviali…";
- l'insediamento di nuovi spazi residenziali, attività commerciali, uffici e servizi, che costituiranno di fatto un nuovo rione o quantomeno l'estensione del quartiere circostante;
- la costituzione di un "parco lineare di quartiere" lungo corso Regio Parco, sul quale si affacceranno i nuovi edifici;
- la creazione di "nuove centralità", con la sistemazione e il completamento della viabilità esistente che sarà imperniata attorno al rettilineo di via Giuseppe Regaldi, l'asse portante del futuro rione: via Regaldi verrà prolungata fino a via Domenico Cimarosa e sul fronte della via saranno costruiti i nuovi edifici;
- il ripensamento di corso Regio Parco, che perderà il ruolo di "asse di uscita e di penetrazione in città" e assumerà invece i tratti di viale urbano, più adatto alla presenza del cimitero monumentale (sul versante est del corso): la tratta veicolare sarà interrotta all'incrocio con via Cimarosa, per proseguire quale strada prevalentemente pedonale.

Nel maggio 2016 hanno avuto avvio i lavori di demolizione dell'ex scalo merci, ma alla fine del 2024 non si è cominciato a costruire nulla di quanto progettato.
Infatti per il 2021 era prevista la realizzazione di un centro polifunzionale, una residenza per studenti ed un parco pubblico [8], lavori tutti rimandati ad anni successivi, mentre in via Bologna dovrebbe sorgere una fermata della futura linea 2 della metropolitana di Torino.

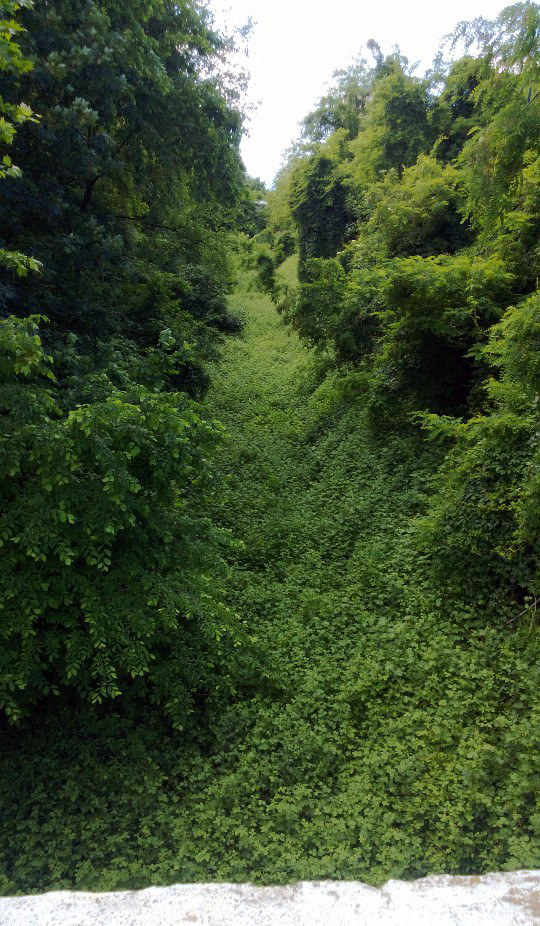
20/4/2018 - Ex-ferrovia tra via Sempione e via Gottardo ripresa dal ponte di via Mercadante
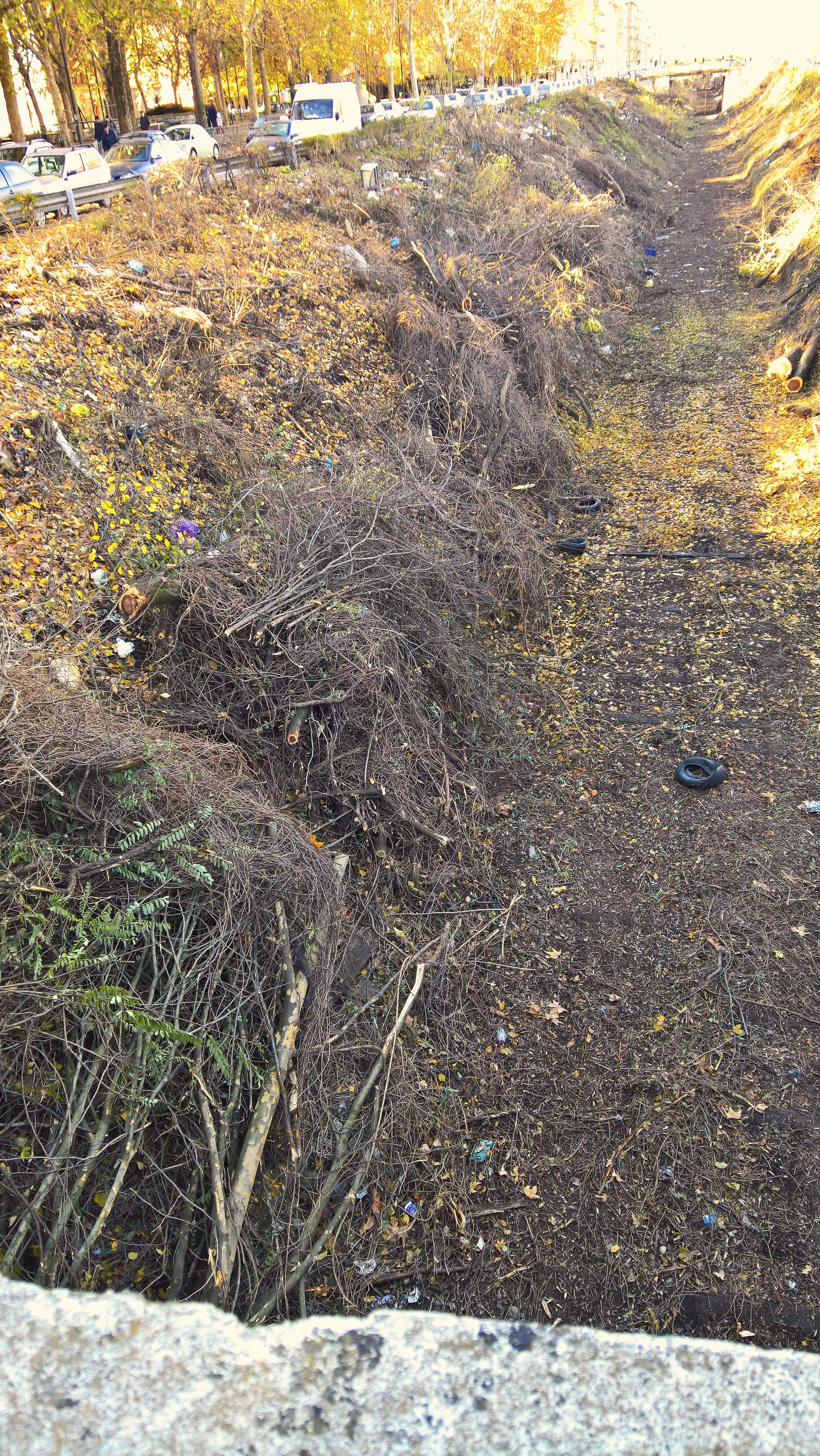
7-12-2018 - Paesaggio dallo stesso ponte di via Mercadante
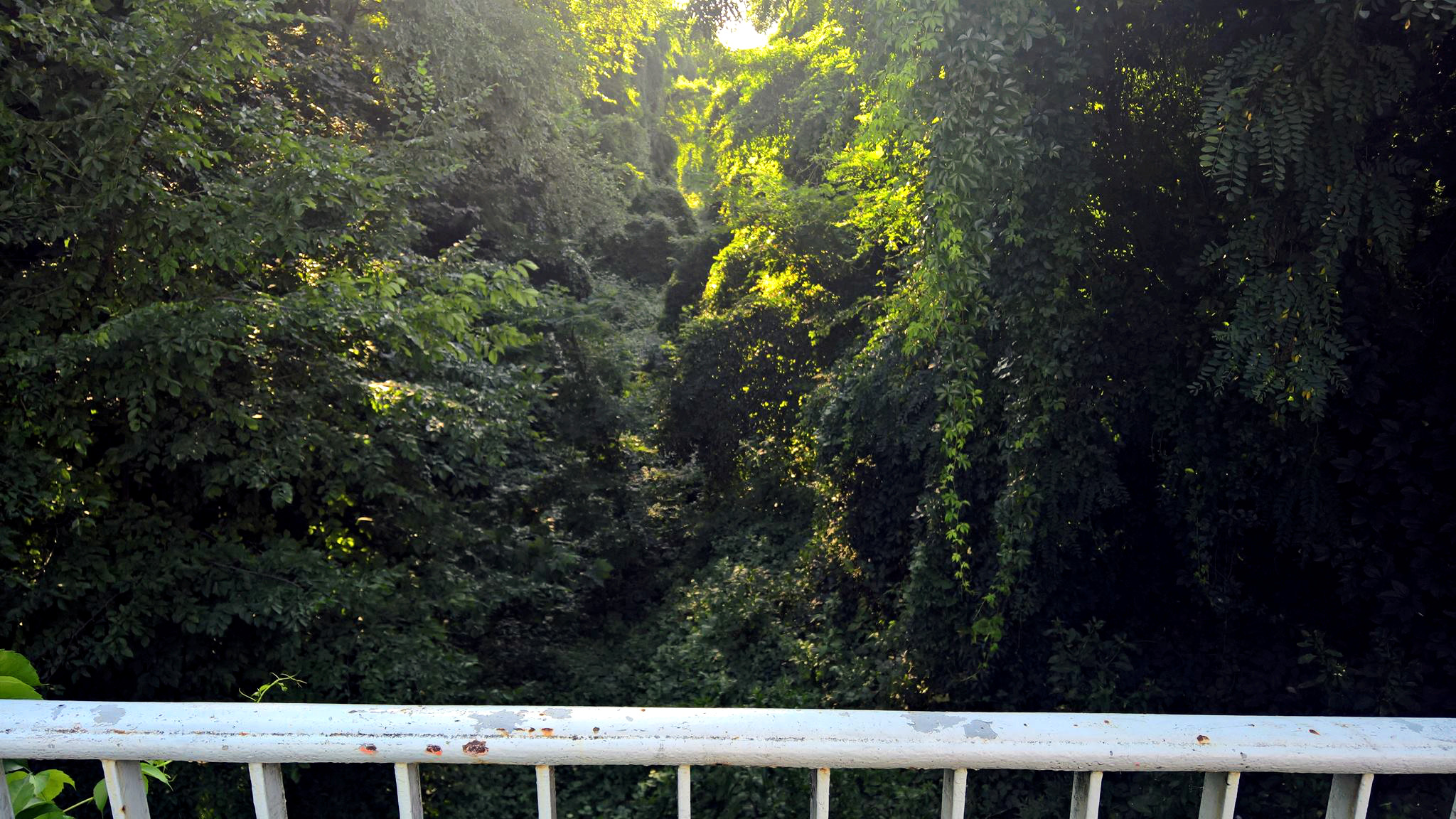
20/4/2018- Ex-ferrovia tra via Sempione e via Gottardo ripresa dal ponte di via Monterosa
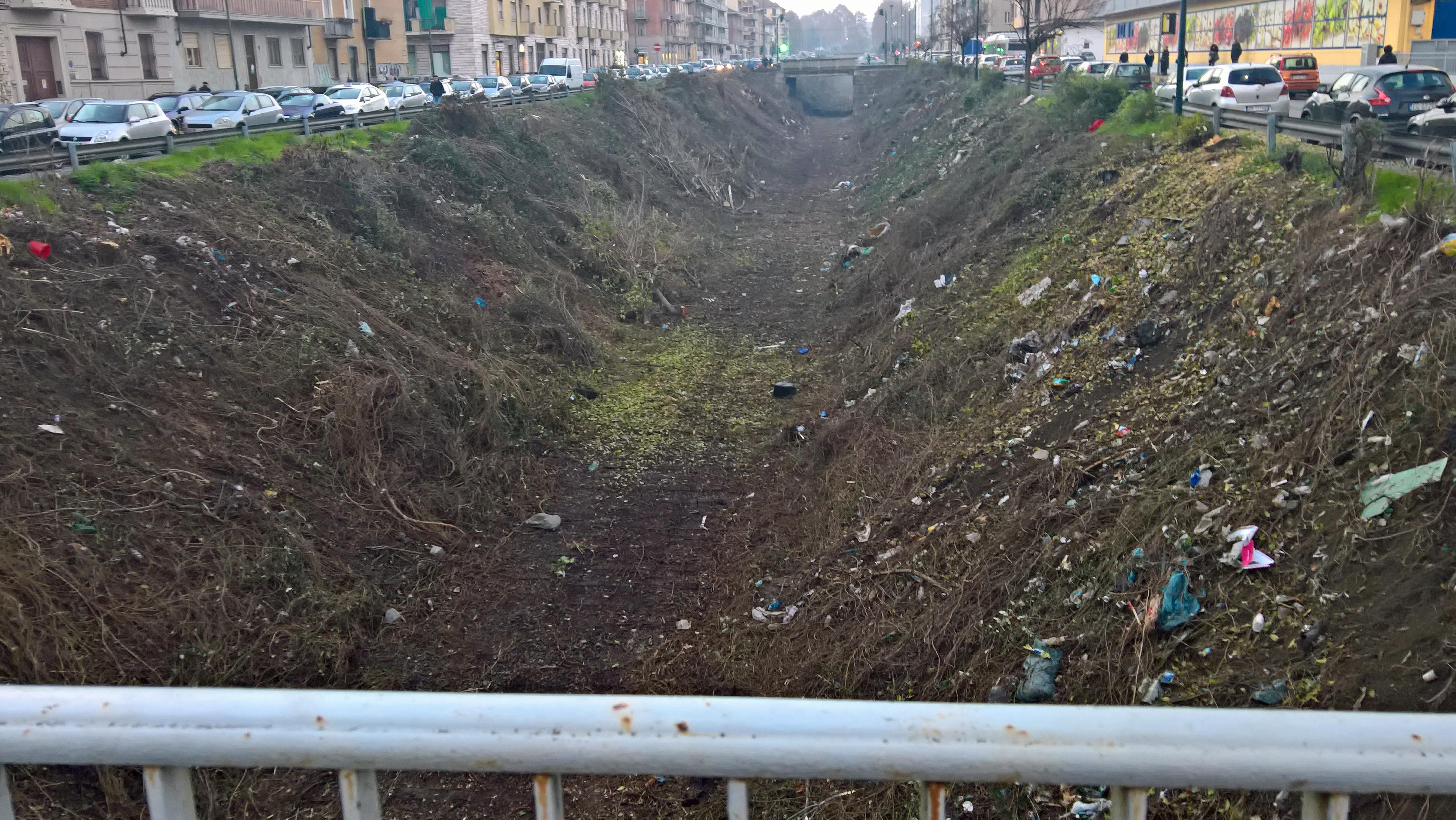
7/12/2018 - Paesaggio dallo stesso ponte di via Monterosa

## Strutture e impianti
Lo scalo era dotato di un vasto piazzale con un fascio di decine di binari tronchi, più diversi raccordi che lo collegavano a vicine aziende manifatturiere. Vi erano piccoli fabbricati per la manutenzione e riparazione dei vagoni, progressivamente abbattuti dal 2016.

## Movimento
Nello scalo si è svolto per circa un secolo lo smistamento merci, la riparazioni dei treni, la composizione dei convogli, oltre ad avere brevi raccordi con le industrie della zona circostante per trasporto merci.